# Stora kronohuset
Stora kronohuset er en bygning i det centrale Kristianstad i Skåne i det sydlige Sverige, som tidligere har fungeret som både retsbygning og kaserne.
Bygningen opførtes 1840–41 i empirestil, og arkitekten er ukendt. Bygningen har rummet såvel Hovrätten över Skåne och Blekinge samt Wendes artilleriregemente, og på facaden findes teksten "Legibus et armis" (For love og våben) i guldskrift. I dag er der ingen militære funktioner i bygningen foruden en militærforening for tidligere soldater. Den sidste militære enhed, Södra Underhållsregementet, forlod bygningen i 2001.
Stora kronohuset erklæredes byggnadsminne den 4. juli 1994.